# Nataša Jonoska
Nataša Jonoska (née en 1961, également orthographiée Natasha Jonoska) est une mathématicienne et informaticienne américaine d'origine macédonienne, professeure à l'université du Sud de la Floride depuis 2006 et connue pour son travail dans le calcul à ADN.

## Formation et carrière
Nataša Jonoska obtient son diplôme en mathématiques et en informatique de l'université Saints-Cyrille-et-Méthode de Skopje en Yougoslavie (aujourd'hui Macédoine du Nord) en 1984. Elle poursuit ses études aux États-Unis et obtient son doctorat en mathématiques à l'université d'État de New York à Binghamton en 1993 avec une thèse intitulée Synchronizing Representations of Sofic Subshifts,, sous la direction de Tom Head.
Elle est assistante à l'université de Skopje de 1985 à 1988, puis à l'université d'État de New York à Binghamton de 1988 à 1993. Elle est professeure assistante à l'université de Floride du Sud à Tampa Florida, de 1993 à 1998, puis elle est professeure associée de 1998 à 2006. Depuis 2006, elle est professeure à l'université du Sud de la Floride.

## Travaux
Ses travaux portent principalement sur le calcul à ADN. Ses recherches portent sur la façon dont la biologie effectue le calcul, « en particulier en utilisant des modèles formels tels que les automates cellulaires ou d'autres types finis, la dynamique symbolique de la théorie du langage formel et la théorie des graphes topologiques pour décrire le calcul moléculaire ». Elle s'est également intéressée aux techniques d'origami ADN appliqué à l'étude de la jonction de Holliday pour les brins d'ADN ou encore aux liens entre mathématiques des nœuds et art.
Elle est membre du comité éditorial de plusieurs revues, dont Theoretical Computer Science, International Journal of Foundations of Computer Science, Computability et Natural Computing.

## Prix et distinctions
Elle remporte en 2007 le Rosenberg Tulip Award in DNA Computing décerné par l'International Society for Nanoscale Science, Computation, and Engineering (en) pour son travail dans les applications de la théorie des automates et de la théorie des graphes à la nanotechnologie de l'ADN. Elle est élue fellow de l'Association américaine pour l'avancement des sciences (AAAS) en 2014 pour ses progrès dans la compréhension du traitement de l'information dans l'auto-assemblage moléculaire.

## Publications
- J. Chen, N. Jonoska, G. Rozenberg (éd.), Nanotechnology: Science and Computing, Springer-Verlag 2006.
- N. Jonoska, Gh. Paun, G.Rozenberg (éd.), Aspects of Molecular Computing LNCS 2950, Springer-Verlag 2004.
- N. Jonoska, NC Seeman (éd.), DNA Computing, Revised papers from the 7th International Meeting on DNA-Based Computers, LNCS 2340, Springer-Verlag 2002.
- (en) édité par Erick Cant-Paz, James A. Foster, Kalyanmoy Deb, Lawrence David Davis, Rajkumar Roy, Una-May OReilly, Hans-Georg Beyer, Russell Standish, Graham Kendall, Stewart Wilson, Mark Harman, Joachim Wegener, Dipankar Dasgupta, Mitch A. Potter, Alan C. Schultz, Kathryn A. Dowsland, Natasha Jonoska, Julian Miller, Genetic and Evolutionary Computation GECCO 2003 00 Genetic and Evolutionary Computation Conference Chicago, IL, USA, July 1216, 2003 Proceedings, Part II, Berlin, Springer-Verlag Berlin Heidelberg, 2003, 1280 p. (ISBN 978-3-540-45110-5, lire en ligne).
- Natasha Jonoska, Subshifts of Finite Type (en), Sofic Systems and Graphs lire en ligne, (2000).